# Onciale 0103
- Papyrus
- Onciale
- Minuscules
- Lectionnaire

Le Codex 0103, portant le numéro de référence 0103 (Gregory-Aland), ε 43 (Soden), est un manuscrit du Nouveau Testament sur parchemin écrit en écriture grecque onciale.

## Description
Le codex se compose de 2 folios. Il est écrit en deux colonnes, de 30 lignes par colonne. Les dimensions du manuscrit sont 22.5 x 16.5 cm. Les experts datent ce manuscrit du VIIe siècle,. 
C'est un manuscrit contenant le texte incomplet de l'Évangile selon Marc (13,34-14,25). C'est un palimpseste, le supérieur texte est Hébreu. 
Le texte du codex représenté type byzantin. Kurt Aland le classe en Catégorie V. 
Lieu de conservation
Le codex est conservé à la Bibliothèque nationale de France (Suppl. Gr. 726), à Paris. 